# دختر (فیلم ۱۳۹۴)
دختر فیلمی به کارگردانی و تهیه‌کنندگی رضا میرکریمی و نویسندگی مهران کاشانی محصول سال ۱۳۹۴ است. آهنگسازی این فیلم توسط محمدرضا علیقلی صورت گرفته است.
این فیلم برای نمایش در بخش سودای سیمرغ سی و چهارمین دوره جشنواره فیلم فجر پذیرفته گشت و در ۷ بخش نامزد دریافت سیمرغ بلورین از سی و چهارمین دوره جشنواره فیلم فجر شد.
فیلم دختر در تاریخ ۲ تیر ۱۳۹۵ در سینماهای ایران اکران شده است. دختر جایزه گئورگ طلایی بهترین فیلم از نگاه تماشاگران و جایزه بهترین بازیگر نقش اول مرد جشنواره بین‌المللی فیلم مسکو ۲۰۱۶ را به دست آورد.

## داستان
احمد عزیزی (فرهاد اصلانی) که سرپرست بخش تعمیرات و نگهداری پالایشگاه آبادان است برای مراسم خواستگاری دخترش سمیرا آماده می‌شود و دختر دیگرش ستاره (ماهور الوند) در همان روز قصد سفر به تهران برای شرکت در جشن خداحافظی یکی از دوستان هم‌دانشگاهی‌اش را دارد که با مخالفت پدرش روبه‌رو می‌شود و تصمیم می‌گیرد بدون اجازهٔ خانواده صبح با هواپیما به تهران برود و ظهر برگردد ولی در بازگشت، به‌دلیل کنسل‌شدن پرواز، با مشکلاتی روبه‌رو می‌شود و پدرش برای بازگرداندن او عازم تهران می‌شود. ستاره نزد عمه‌اش فرزانه (مریلا زارعی) می‌رود و آن‌جا اتفاقاتی رخ می‌دهد که بحث‌هایی را میان افراد ایجاد می‌کند.

## بازیگران
- فرهاد اصلانی در نقش احمد عزیزی
- مریلا زارعی در نقش فرزانه عزیزی
- ماهور الوند در نقش ستاره عزیزی
- شاهرخ فروتنیان
- قربان نجفی
- یاسمن معاوی
- ابتسام بغلانی
- مهدخت مولایی

## جوایز

### بین‌المللی
- برنده جایزه گئورگ طلایی بهترین فیلم از نگاه تماشاگران جشنواره بین‌المللی فیلم مسکو ۲۰۱۶
- برنده جایزهٔ بهترین بازیگر مرد جشنواره بین‌المللی فیلم مسکو۲۰۱۶
- برنده جایزه بهترین فیلم فدراسیون سینماگران روسیه جشنواره بین‌المللی فیلم مسکو ۲۰۱۶
- برنده جایزه بهترین فیلم جشنواره بین‌المللی فیلم داکا ۲۰۱۶
- برنده جایزه ویژه جشنواره بین‌المللی فیلم اوراسیا ۲۰۱۶
- برنده جایزه طاووس طلایی بهترین فیلم جشنواره بین‌المللی فیلم هند ۲۰۱۶
- برنده جایزه گرند پری جشنواره بین‌المللی فیلم مونس ۲۰۱۷

### سی و چهارمین دوره جشنواره فیلم فجر
| قسمت                      | نامزد             | نتیجه    | جایزه                                               |
| ------------------------- | ----------------- | -------- | --------------------------------------------------- |
| بهترین فیلم               | رضا میرکریمی      | نامزدشده | سیمرغ بلورین                                        |
| بهترین کارگردانی          | رضا میرکریمی      | نامزدشده | سیمرغ بلورین                                        |
| بهترین بازیگر نقش اول مرد | فرهاد اصلانی      | نامزدشده | سیمرغ بلورین                                        |
| بهترین بازیگر نقش مکمل زن | مریلا زارعی       | نامزدشده | سیمرغ بلورین                                        |
| بهترین فیلمبرداری         | حمید خضوعی ابیانه | نامزدشده | سیمرغ بلورین                                        |
| بهترین فیلمنامه           | مهران کاشانی      | نامزدشده | سیمرغ بلورین                                        |
| بهترین موسیقی متن         | محمدرضا علیقلی    | برنده    | سیمرغ بلورین (به‌طور مشترک به همراه فیلم امکان مینا) |